# Johan Fredrik Grøgaard
Johan Fredrik Grøgaard född 27 oktober 1934, död 
12 april 2025, var en norsk författare och översättare. Han var son till målaren och tecknaren Joachim Grøgaard. Han var utbildad tandläkare och bodde på Jaren.
Grøgaard debuterade 1967 med romanen Dyvekes grav, som han belönades med Tarjei Vesaas debutantpris för.

## Skådespel
- William Shakespeare: Kong Henrik V – skådespel (1995)
- William Shakespeare: To herrer fra Verona – skådespel (1996)
- William Shakespeare: Forvekslingskomedien – skådespel (1997)

## Priser och utmärkelser
- Tarjei Vesaas debutantpris 1967 för Dyvekes grav
- Kritikerpriset 1983 för Jeg, Wilhelm, 13 år